# Мілонув
Мілонув (пол. Miłonów) — село в Польщі, у гміні Олава Олавського повіту Нижньосілезького воєводства.
Населення — 65 осіб (2011).
У 1975-1998 роках село належало до Вроцлавського воєводства.

## Демографія
Демографічна структура станом на 31 березня 2011 року:
|          | Загалом | Допрацездатний вік | Працездатний вік | Постпрацездатний вік |
| -------- | ------- | ------------------ | ---------------- | -------------------- |
| Чоловіки | 32      | 7                  | 22               | 3                    |
| Жінки    | 33      | 7                  | 21               | 5                    |
| Разом    | 65      | 14                 | 43               | 8                    |